# 卢卡·加里
卢卡·加里（義大利語：Luca Garri，1982年1月3日—），意大利男子篮球运动员。他曾代表意大利获得2004年夏季奥运会篮球比赛男子银牌。他也参加了2006年世界篮球锦标赛。